# Jean Raikem
Joseph-Jean Raikem of Jean-Joseph Raikem (Luik, 28 april 1787 - 24 januari 1875) was een Belgisch katholiek politicus, lid van het Belgisch Nationaal Congres, volksvertegenwoordiger, minister, magistraat en historicus.

## Levensloop
Jean Raikem senior kwam zich in het begin van de achttiende eeuw vanuit Engis in Luik vestigen als warme bakker.
De vader van Jean-Joseph, Antoine-Joseph Raikem, was de eerste universitair in de familie en werd advocaat en rechter in de Franse Tijd in Luik. Hij was getrouwd met Marie-Josèphe Jacob. Jean Joseph trouwde met Marie-Louise Dinon.
Jean-Joseph deed zijn studies aan de École de Droit in Brussel en promoveerde er tot licentiaat in de rechten. Hij werd in 1809 advocaat in Luik. Zijn eerste publicatie, in 1815, was een Code de la cour de cassation. In 1829 werd hij tot stafhouder verkozen. Datzelfde jaar werd hij tot gemeenteraadslid van Luik verkozen en in juli 1830 werd hij tot Tweede Kamerlid verkozen, een ambt dat hij nooit zou opnemen.
Toen de onlusten in augustus 1830 begonnen, werd hij door de Luikse Commissie voor Openbare Veiligheid in deputatie naar Den Haag gestuurd, samen met Jean Ghisbert de Leeuw en advocaat Dechamps, met de bedoeling redelijke voorwaarden van zelfbestuur voor te stellen. Willem I ontving ze op 30 augustus, maar de gesprekken leverden niets op. Op 15 oktober 1830 werd Raikem door het Voorlopig Bewind tot procureur-generaal benoemd bij het hof van beroep in Luik.

## Nationaal Congres
Raikem werd als een van de Luikse vertegenwoordigers naar het Nationaal Congres gezonden en hij speelde er een belangrijke rol, samen met zijn unionistische geestesgenoten Joseph Lebeau, Paul Devaux en Jean-Baptiste Nothomb. Zij zorgden voor ernst en orde in een inderhaast samengestelde assemblee van politieke amateurs. Met zijn 75 tussenkomsten behoorde Raikem tot de tenoren van de assemblee. Hij was ook een van de drijvende krachten tijdens commissievergaderingen en in informele bijeenkomsten.
Het was vooral in de voorbereidende werkzaamheden voor de opmaak van de grondwet dat Raikem zich liet gelden. Enkele van de hoofdstukken hadden alles aan zijn juridische kennis te danken, onder meer die betreffende de Wetgevende Kamers, het staatshoofd, de ministers, de rechterlijke macht, de provinciale en gemeentelijke instellingen.
In november 1830 stemde Raikem voor de goedkeuring van de onafhankelijkheid en voor de eeuwigdurende uitsluiting van de Nassaus. Hij hield over dit laatste trouwens een lange redevoering met alle argumenten die deze uitsluiting onvermijdelijk, noodzakelijk en dringend maakten.
Hoewel in Luik nogal sterk de idee van aanhechting bij Frankrijk leefde, was Raikem, samen met Lebeau, geen voorstander hiervan, zelfs niet van een koning die te nauw bij Frankrijk aansloot. Daarom steunden beiden de kandidatuur van de hertog van Leuchtenberg, hoewel er dan toch een meerderheid tot uiting kwam voor de hertog van Nemours. Raikem was het vervolgens die de kandidatuur voor het regentschap van Surlet de Chokier voorstelde, maar op de dag van de verkiezing was hij zelf afwezig. Hij werd vervolgens tweede ondervoorzitter en op 18 mei eerste ondervoorzitter van het Congres, dat hij voorzat van 13 juni tot 18 juli, dit wil zeggen tijdens de periode van stormachtige vergaderingen die werden gewijd aan het al dan niet aanvaarden van het Verdrag der XVIII artikelen. Hijzelf stemde voor de kandidatuur van Leopold van Saksen-Coburg Gotha, maar tegen de aanvaarding van het Verdrag der XVIII artikelen.

## Koninkrijk België
Na de troonsbestijging van Leopold I werd Raikem minister van Justitie in de eerste regering van het nieuwe koninkrijk (juli 1831 - september 1832). De eerste wet op de rechterlijke organisatie werd door hem voorgesteld. Hij bracht ook de Openbare Veiligheid (Sûreté) en het gevangeniswezen onder de verantwoordelijkheid van de minister van Justitie.
Ondertussen was hij door de kiezers van het arrondissement Luik verkozen tot volksvertegenwoordiger. In november 1832 werd hij tot voorzitter van de Kamer van volksvertegenwoordigers verkozen en bleef dit tot in 1839. In juni 1839 werd hij opnieuw minister van Justitie in de regering-de Theux, de eerste niet-unionistische, volledig katholieke regering. In april 1840 werd deze opgevolgd door een volledig liberale regering. In november 1842 werd Raikem opnieuw Kamervoorzitter, maar bij de verkiezingen van 1843 verloor hij zijn zetel in Luik. In 1847 werd hij opnieuw herkozen, ditmaal voor het arrondissement Hasselt. Het jaar daarop verliet hij de politieke mandaten, als gevolg van de wet op de onverenigbaarheden.
Raikem bleef Luikse procureur-generaal tot aan zijn emeritaat in 1867. Gedurende meer dan dertig jaar sprak hij elk jaar een openingsrede uit, waarin hij zien visies op het gerecht uiteenzette. Het gaf hem de gelegenheid om onder meer de doodstraf in vraag te stellen, de verzachtende omstandigheden te bepleiten, het belang van de preventie te onderstrepen en de middelen aan te prijzen om recidive te vermijden en de heropvoeding van de gevangenen te bevorderen.
Hij was al de tachtig voorbij toen hij op pensioen werd gesteld. Hij werd toen opnieuw advocaat en werd in 1868 nog stafhouder. Als politicus behoorde hij tot de katholieke verkozenen. In zijn privéleven liet hij zich gelden als een diepgelovig man.

## Publicaties
- Discours prononcés à l'audience de rentrée de la Cour de 1833 à 1866 par le procureur général J. J. Raikem.
- Rapport sur l'organisation judiciaire, par J. J. Raikem, ministre de la Justice, Brussel, 1831.
- (samen met M.-L. Polain e. a.,) Coutumes du pays de Liège, Luik, vol I, 1870; Vol. II, 1873; Vol. III 1884.
- Quelques événements du temps de Notger, Liège, 1870.